# Calommata megae
Espèce
Calommata megae est une espèce d'araignées mygalomorphes de la famille des Atypidae.

## Distribution
Cette espèce est endémique du Zimbabwe.

## Description
Le mâle holotype mesure 7,00 mm

## Étymologie
Cette espèce est nommée en l'honneur de Meg S. Cumming.

## Publication originale
- Fourie, Haddad & Jocqué, 2011 : A revision of the purse-web spider genus Calommata Lucas, 1837 (Araneae, Atypidae) in the Afrotropical Region. ZooKeys, no 95, p. 1–28 (texte intégral).